# Eric Young
Eric Young, właśc. Jeremy Fritz (ur. 15 grudnia 1979 w Dawn-Euphemia) – kanadyjski profesjonalny wrestler i osobowość telewizyjna. W latach 2004–2016 i od 2020 występuje w amerykańskiej federacji Impact Wrestling, natomiast w latach 2016–2020 pracował w WWE, głównie w rozwojowym brandzie NXT, gdzie był liderem grupy Sanity i wraz z Alexandrem Wolfem i Killianem Dainem zdobył jednokrotnie NXT Tag Team Championship.
Jest najbardziej znany z występów w Total Nonstop Action Wrestling (TNA) od 2004 do 2016, gdzie dwukrotnie zdobył TNA World Heavyweight Championship/Impact World Championship, raz X Division Championship, trzy razy Legends/Global/Television/King of the Mountain Championship, dwa razy NWA World Tag Team Championship (z Bobbym Roodem) oraz dwa razy TNA World Tag Team Championship (raz z Kazem oraz raz z grupą The Band: Kevinem Nashem i Scottem Hallem). Był też jedynym męskim posiadaczem TNA Knockouts Tag Team Championship wraz z ODB. Jest jedną z czterech osób, która zyskała miano Grand Slam Championa w TNA. Z powodu zdobycia tytułów TNA jedenaście razy, federacja określała go mianem „TNA Original”.

## Kariera profesjonalnego wrestlera

### Wczesna kariera (1998–2004)
Po zdaniu liceum Young rozpoczął treningi z weteranem Waldo Von Erichem w Cambridge. Dwa i pół miesiąca później zadebiutował 14 października 1998 w Benton Harbor w Michigan, gdzie zawalczył z przyjacielem „Suicide” Seanem Ballem. Później kontynuował treningi ze Scottem D’Amore i Chrisem Kanyonem. Cztery miesiące później zawalczył w dziesięciu walkach i stał się głównym trenerem. W 1999 rozpoczął występy w federacjach niezależnych. Young pracował również w pizzerii, odlewni i produkował mosiężne uprzęże końskie. Był właścicielem i operował szkółką Wrestleplex w Cambridge, do której uczęszczali między innymi Jake O’Reilly, Crazzy Steve i Shawn Spears.
30 czerwca 2007 zdobył APWF Light Heavyweight Championship pokonując czterokrotnego posiadacza NWA World Light Heavyweight Championship „Luscious” Rocky’ego Reynoldsa podczas gali w Oil City w Pensylwanii.
Przed podpisaniem kontraktu z WWE w 2016, Young pojawił się w federacji trzy razy. Dwa razy wystąpił w odcinku tygodniówki WWE Velocity, gdzie z Bobbym Roodem zostali pokonani przez Chucka Palumbo i Johnny’ego Stamboli, zaś w drugim wystąpieniu jako „Showtime” Eric Young przegrał z Seanem O’Hairem. Niedługo potem pojawił się podczas tygodniówki WWE Sunday Night Heat, gdzie przegrał z Val Venisem.

### Total Nonstop Action Wrestling

#### Team Canada (2004–2006)

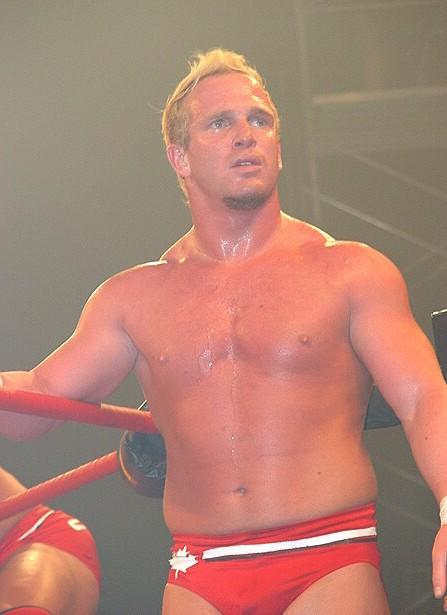
Young jako członek grupy Team Canada.

W styczniu 2004 Young zadebiutował w Total Nonstop Action Wrestling (TNA) jako członek grupy Team Canada. Wziął udział w gali World X Cup, gdzie pokonał Jerry’ego Lynna, Mr. Águilę i Taichi Ishikariego w ladder matchu. Team Canada występowało regularnie podczas tygodniówek Impact! w 2004, gdzie rywalizowało z grupą 3Live Kru.
15 października 2004 podczas odcinka Impact! Young i Booby Roode pokonali Christophera Danielsa i „Cowboya” Jamesa Storma zdobywając NWA World Tag Team Championship. Posiadali tytuły do 7 listopada, kiedy to utracili je na rzecz 3Live Kru (reprezentowanych przez Konnana i B.G. Jamesa) podczas gali Victory Road. Odzyskali tytuły miesiąc później podczas gali Turning Point z 5 grudnia pokonując B.G. Jamesa i Rona Killingsa.
Young i Roode rozpoczęli rywalizację na początku 2005 z America’s Most Wanted, gdzie stracili tytuły na ich rzecz 16 stycznia 2005 podczas gali Final Resolution. Young rozpoczął współpracę z członkiem Team Canada Peteyem Williamsem, lecz 24 kwietnia podczas gali Lockdown przegrali z America’s Most Wanted. Po pokonaniu Apolo i Sonny’ego Siaki podczas gali Hard Justice z 15 maja, Williams i Young wyzwali do walki i przegrali z posiadaczami NWA World Tag Team Championship The Naturals podczas gali Slammiversary z 19 czerwca.
Team Canada zaczęło rywalizację z The Naturals i Lance’em Hoytem, gdzie Young, Roode i A-1 pokonali Hoyta i The Naturals 17 lipca na gali No Surrender. America’s Most Wanted zaczęło współpracować z The Naturals przeciwko Team Canada. Young, Roode, Williams i A-! pokonali dwa zespoły na gali TNA Sacrifice z 14 sierpnia. Po tym jak Williams zaczął występować singlowo, Young zaczął ściśle współpracować z A-1 i zawalczyli z America’s Most Wanted, Alexem Shelleyem i Johnnym Candido i The Naturals w four-way tag team matchu na gali Unbreakable. Young przypiął Candido i „Wildcat” Chrisa Harrisa, lecz Team Canada przegrało walkę, kiedy to Chase Stevens przypiął A-1.
Podczas gali Bound for Glory z 23 października, Young, A-1 i Bobby Roode pokonali 3Live Kru. Po walce ich próba ataku na Konnana została udaremniona przez Kipa Jamesa. Tej samej nocy Team Canada zainterweniowało i zaatakowało 3Live Kru, kiedy to próbowali uratować Rhino od ataku ze strony grupy Planet Jarrett. Kiedy Team Canada i Planet Jarrett celebrowało w ringu, Team 3D wkroczyło i z pomocą 3Live Kru zaatakowało obie grupy. W rezultacie Young, Roode i A-1 przegrali z 3Live Kru w rewanżu na gali Genesis z 13 listopada. Rywalizacja między drużynami zakończyła się 11 grudnia podczas gali Turning Point, kiedy to Young, Williams i A-1 pokonali 4Live Kru (w międzyczasie przyłączył się Kip James) po zdradzie Konnana.
Po debiucie TNA na kanale Spike TV w październiku 2005, Young zaadaptował nowy charakter osoby paranoidalnej, która bała się praktycznie wszystkiego i wszystkich. Po raz pierwszy wystąpił 15 października 2005 podczas odcinka Impact!, kiedy to Young był zaskoczony, gdy Abyss zniszczył pudełko chusteczek oferowanych Youngowi, po czym nastraszył Younga, że zakład pogrzebowy był straszony przez ducha nazwanego „Katie” (miało to odniesienie do niesławnego scenariusza z „Katie Vick” w WWE). Od tej pory najprostsze rzeczy zaczęły go straszyć, nawet fajerwerki podczas wejścia do ringu Team Canada. Jego postać porównywana jest do Buttersa i Tweeka, często występował w komicznych segmentach.
Kiedy Jim Cornette stał się nową twarzą zarządu TNA i stwierdził, że zwolni kogoś, Young się przeraził i uważał, że chodzi o niego. Stanął wśród publiczności z tabliczką „Nie zwalniaj Erica Younga” i treść skandował z publiką. 29 czerwca podczas odcinka Impact! zawalczył jako faworyt publiczności i przekonywał Kanadyjczyków od organizowania ataków na innych. Cornette ogłosił rozwiązanie grupy Team Canada, lecz to sędzia Earl Hebner a nie Young został zwolniony. 14 lipca podczas odcinka Impact! Team Canada przegrało w walce umożliwiającej powrót.

#### Rywalizacja z Robertem Roodem (2006–2007)
Podczas gali Victory Road doszło do jednorazowego złączenia Team Canada w ringu. Scott D’Amore obwinił Younga za rozwiązanie grupy i odebrał od niego wszystkie przedmioty z drużyną. Wierzył, że za to Young zostanie zwolniony. Young rozpoczął petycję odnośnie do pozostania w pracy i prosił fanów o głosy, a także stworzył wzór na koszulce z napisem „Don't Fire Eric”. Od tego momentu został zapowiadany do ringu z „niesprecyzowanej lokacji”. 5 października podczas odcinka tygodniówki Impact! przegrał w „Loser gets fired” matchu z powodu interwencji Larry’ego Zbyszko. Mimo tego Jim Cornette dał mu szansę na powrót, jeśli wygra ze Zbyszko w „Loser gets fired” matchu na gali Bound for Glory. Young wygrał pojedynek i powrócił do pracy.
Podczas pre-show gali Genesis Young pokonał byłego członka grupy Team Canada Roberta Roode’a. Podczas kolejnego odcinka Impact! Roode wygłosił przemówienie przeciwko Youngowi, po czym obaj rozpoczęli dłuższą rywalizację. Young został wyzwany do konkursu biki przez wspólniczkę Roode’a, Ms. Brooks. Wygrał pojedynek z Brooks podczas gali Turning Point z 10 grudnia 2006. Brooks chciała, aby Young przyłączył się do „Robert Roode Inc.”, co nastąpiło podczas gali Against All Odds, kiedy to podpisał kontrakt. W kolejnej części scenariusza Young był co tydzień upokarzany przez Roode’a, gdyż jeśli by się go nie posłuchał, to zostałby zwolniony z „Robert Roode Inc.” i TNA. Young zaczął się przeciwstawiać rozkazom Roode’a ze względu na rady od tajemniczego przyjaciela, którym 26 kwietnia 2007 okazał się Jeff Jarrett. Young pokonał Roode’a podczas gali Slammiversary i odłączył się od przeciwnika. On i Gail Kim pokonali Ms. Brooks i Roode’a na gali Victory Road w mixed tag team matchu. Doszło do kolejnej walki pomiędzy dwójką podczas gali Hard Justice, którą był „Humiliation match”; Roode wygrał walkę, lecz gdy Gail Kim chciała pomóc Youngowi, przypadkowo uderzył Ms. Brooks.
Kiedy do TNA dołączył Adam „Pacman” Jones, Young chciał uzyskać od niego autograf, lecz został zaatakowany przez niego oraz Rona Killingsa. Young zaczął współpracę z Shark Boyem i wygrali walkę o miano pretendentów do tytułów tag team. 4 października podczas tygodniówki Impact! pokonał Jamesa Storma w gauntlet matchu, zaś podczas gali Bound for Glory wygrał 15-osobowy Fight for the Right Battle Royal przypinając Roberta Roode’a. Odpadł w drugiej rundzie turnieju przegrywając ze Stormem. Od tego momentu rozpoczęli krótką rywalizację, podczas której Young i Storm mierzyli się w piwnych konkursach. Podczas gali Genesis, Young odebrał Stormomi jego TNA World Beer Drinking Championship (nieoficjalne mistrzostwo federacji) i obronił podczas jednej z tygodniówek Impact!. Podczas gali Turning Point on, Samoa Joe i Kevin Nash pokonali The Angle Alliance (Kurta Angle’a, AJ Stylesa i Tomko).

#### Super Eric (2008)

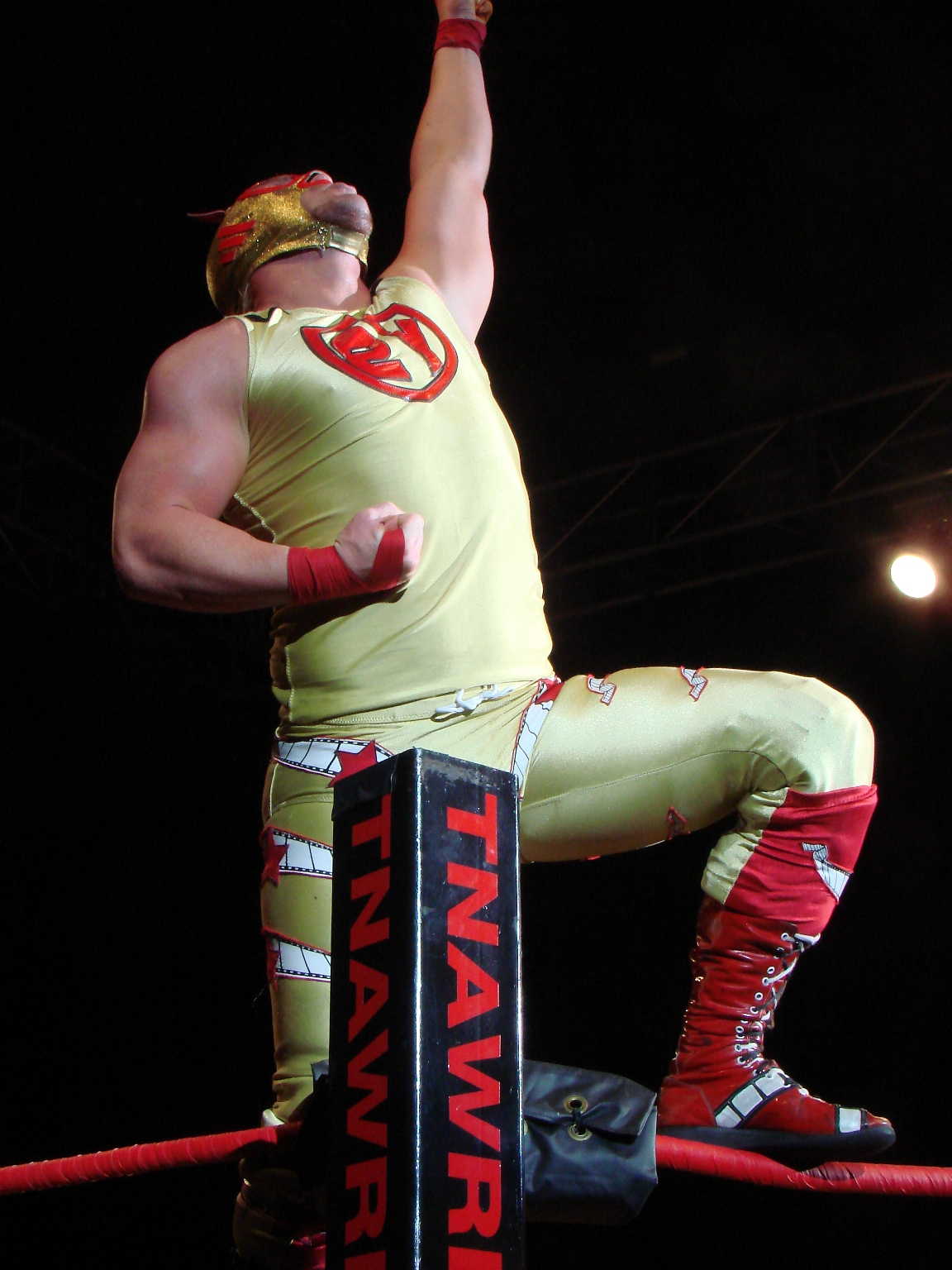
Young jako Super Eric.

28 lutego 2008 podczas tygodniówki Impact! Young stracił Beer Drinking Championship w ladder matchu na rzecz Jamesa Storma. Później rozpoczął rywalizację z Rellikem, podczas której na gali Destination X Young i Kaz pokonali Rellika i Black Reigna w tag team matchu. Na tej gali Young zadebiutował w kolejnym nowym charakterze, tym razem alter-ego super bohatera nazwanego „Super Eric”. Podczas gali Lockdown on i Kaz wygrali „The Cuffed in a Cage” o miano przyszłych pretendentów do tytułów tag team. 17 kwietnia na tygodniówce Impact! Young, który wyszedł z walki i wrócił jako Super Eric, i Kaz wygrali TNA World Tag Team Championship, lecz odebrano im tytuły kiedy Young nie przyznał się, że jest Super Erikiem. Dwa tygodnie później wraz z AJ Stylesem wygrał walkę z The Rock 'n Rave Infection. Zwycięskie duo wzięło udział w „Dueces Wild Tournament” na gali Sacrifice, lecz przegrało z nowymi posiadaczami tytułów tag team The Latin American Xchange. 17 lipca podczas gali Impact! powrócił do używania postaci Super Erica; wraz z Curry Manem i Shark Boyem wykonali parodię Justice League o nazwie „The Prince Justice Brotherhood”, co miało wyśmiać Abyssa używającego pseudonimu „Prince Justice” w przeszłości. Podczas gali Bound for Glory IV wziął udział w Steel Asylum matchu, który wygrał Jay Lethal.

#### Rywalizacja z Main Event Mafią (2008–2009)

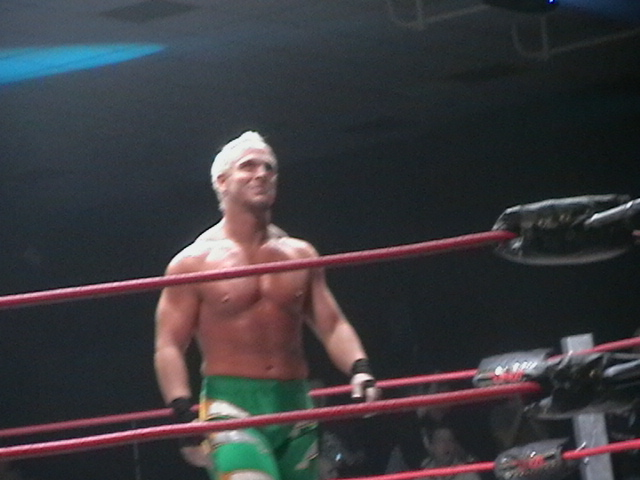
Eric Young podczas gali typu house show w styczniu 2009.

30 października podczas gali Impact! AJ Styles i Samoa Joe utworzyli grupę The TNA Frontline, która miała przeciwstawić się weteranom grupy Main Event Mafia. Do TNA Frontline należeli również Eric Young, Jay Lethal, Consequences Creed, Petey Williams, O.D.B. i The Motor City Machine Guns. Od tego momentu Young przestał występował jako Super Eric i nie ukazywał cech paranoidalnych. 13 listopada pokonał Sheika Abdula Bashira i zdobył od niego TNA X Division Championship. Następnej nocy został odebrany od iego tytuł z powodu decyzji sędziego Shane’a Sewella. Young zawalczył z Bookerem T o jego TNA Legends Championship, lecz przegrał po interwencji jego menedżerki Sharmell. Podczas gali Final Resolution z pomocą Sewella pokonał Bashira i odzyskał X Division Championship. Ponownie został mu odebrały tytuł ze względu na kontrowersyjną końcówkę walki. Decyzję podjął Jim Cornette, który zorganizował tytuł o zwakowany tytuł. Young pokonał Bashira w ćwierćfinale, lecz w półfinale kontrowersyjnie przegrał z Alexem Shelleyem z powodu interwencji Chrisa Sabina.
20 marca 2009 Young pojawił się w porannym radiu Danny’ego Bonaduce'a i ogłosił, że obaj wezmę udział w walce podczas gali Lockdown, po czym obraził prowadzącego i dwukrotnie spoliczkował. Podczas pre-show gali Lockdown Young pokonał Bonaduce'a i po walce przegrany zaatakował zwycięzcę, lecz Youngowi pokmógł Rhino.

#### The World Elite i Global Champion (2009–2010)

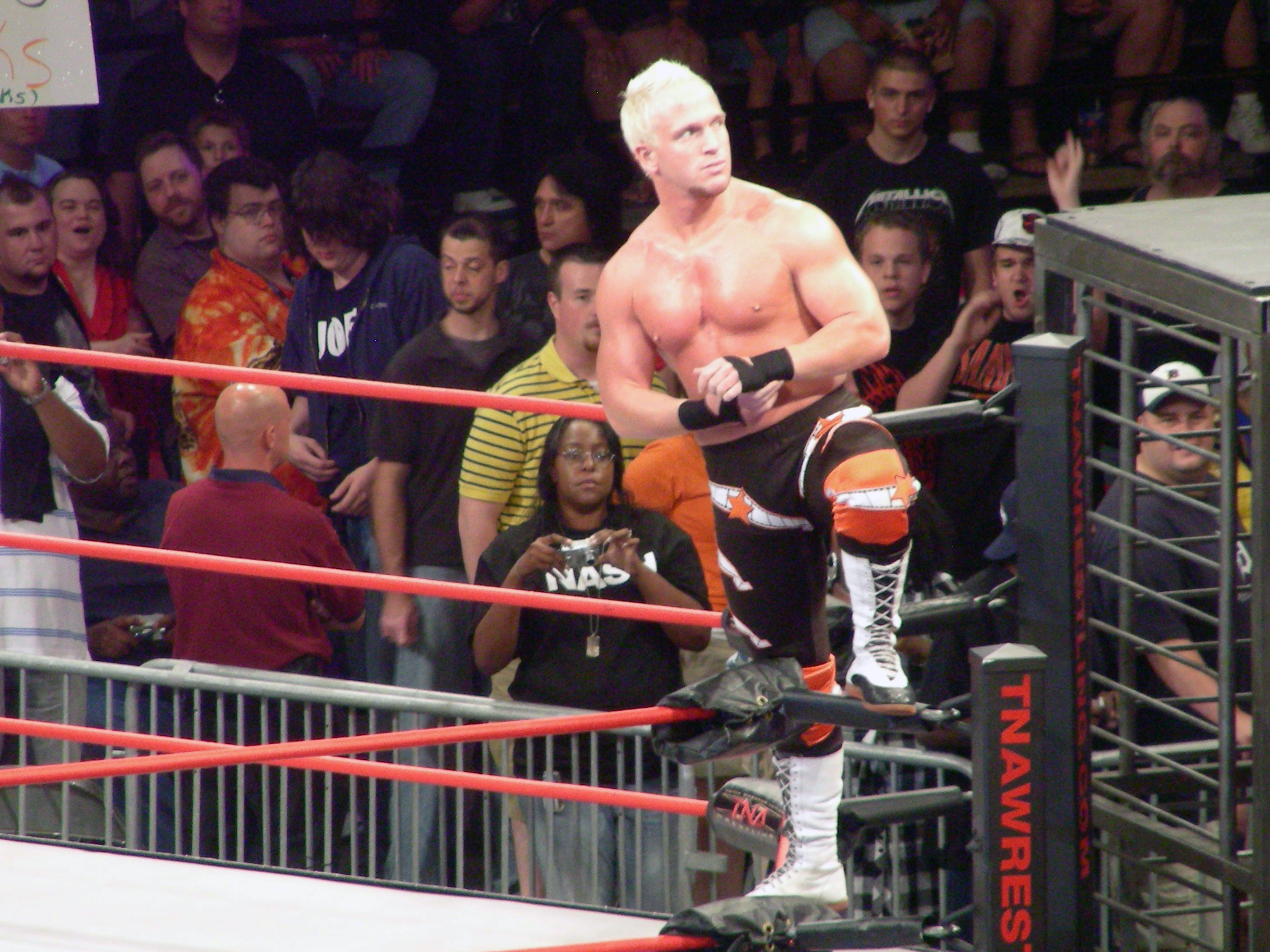
Eric Young podczas gali Slammiversary 2009.

Young zaczął okazywać frustrację z powodu przegranych w walkach ze Stingiem i Jeffem Jarrettem. 28 maja podczas tygodniówki Impact! stał się antagonistą, kiedy to po przegranej z Jarrettem w King of the Mountain matchu zaatakował przeciwnika. W przyszłym tygodniu skonfrontował się z Jarrettem i stwierdził, że jest podobny jak swój ojciec, który więcej czasu poświęcał występom zamiast córkom. 11 czerwca jego dobry przyjaciel Jeremy Borash przeprowadził z nim wywiad, lecz ten został spoliczkowany przez Younga. Oprócz tego podczas pre-show gali Slammiversary opuścił swojego tag team partnera Rhyno podczas walki z The British Invasion (Dougem Williamsem i Brutusem Magnusem). Young pokonał Rhino w walce z pomocą Jessego Neala, protegowanego Rhino. Został wybrany przez Kurta Angle’a jako specjalnego sędziego trzyosobowej walki Angle’a, Jarretta i Micka Foleya, gdzie wszystkie próby przypięcia przez Jarretta odliczał powoli. Pod koniec walki, gdy Angle założył Foleyowi Angle Lock, Young przyznał zwycięstwo Angle’owi, pomimo że Foley nie odklepał; po walce został zaatakowany przez Jarretta.
23 lipca 2009 podczas edycji Impact! Young przeprosił Jeffa Jarretta i życzył Foleyowi szczęścia w walce z Anglem o własność TNA i dodał słowa „Jeśli stracisz TNA, ja stracę TNA. Jeśli stracę TNA, stracę wszystko”. Foley pozwolił Youngowi dołączyć do drużyny AJ Stylesa, Danielsa i Beer Money, Inc. (Jamesa Storma i Roberta Roode’a) by zawalczyć z British Invasion, Kiyoshim i Sheikem Abdulem Bashirem w ten-man tag team matchu. Pod koniec walki odwrócił się od swoich partnerów wykonując Stylesowi spike piledriver i pozwolił przeciwnikom przypiąć Stylesa. Young stał się liderem frakcji The World Elite, która składała się z niego (reprezentującego Kanadę), Bashira (Iran), Kiyoshiego (Japonia) i The British Invasion (Wielka Brytania). 30 lipca pomógł WIlliamsowi i Magnusowi zdobyć IWGP Tag Team Championship od Team 3D. Tydzień później ujawniono, że Eric Young i Kurt Angle doszli do porozumienia w sprawie połączenia Main Event Mafia i World Elite w jedną frakcję. 10 września podczas tygodniówki Impact! World Elite rekrutowało Homicide'a (reprezentującego Portoryko), zaś 1 października doszło do końca współpracy World Elite z Main Event Mafia. Podczas gali Bound for Glory Young pokonał Kevina Nasha i Hernandeza zdobywając TNA Legends Championship. 29 października podczas tygodniówki Impact! obronił tytuł przegrywając przez dyskwalifikację z Bobbym Lashleyem. Po walce zdecydował się na zmianę nazwy tytułu z Legends Championship w TNA Global Championship po czym dodał, że nie będzie go bronił w Ameryce oraz przeciwko amerykańskim wrestlerom. 19 listopada Kevin Nash przyłączył się do World Elite. 27 stycznia 2010 Yougn stracił Global Championship na rzecz Roba Terry’ego z grupy World Elite, przegrywając z nim w Cardiff. Na początku 2010 World Elite przestało wspólnie występować (oprócz drużyny British Invasion), gdzie w międzyczasie 21 stycznia Young i Nash przegrali z The Nasty Boys.

#### The Band (2010–2011)

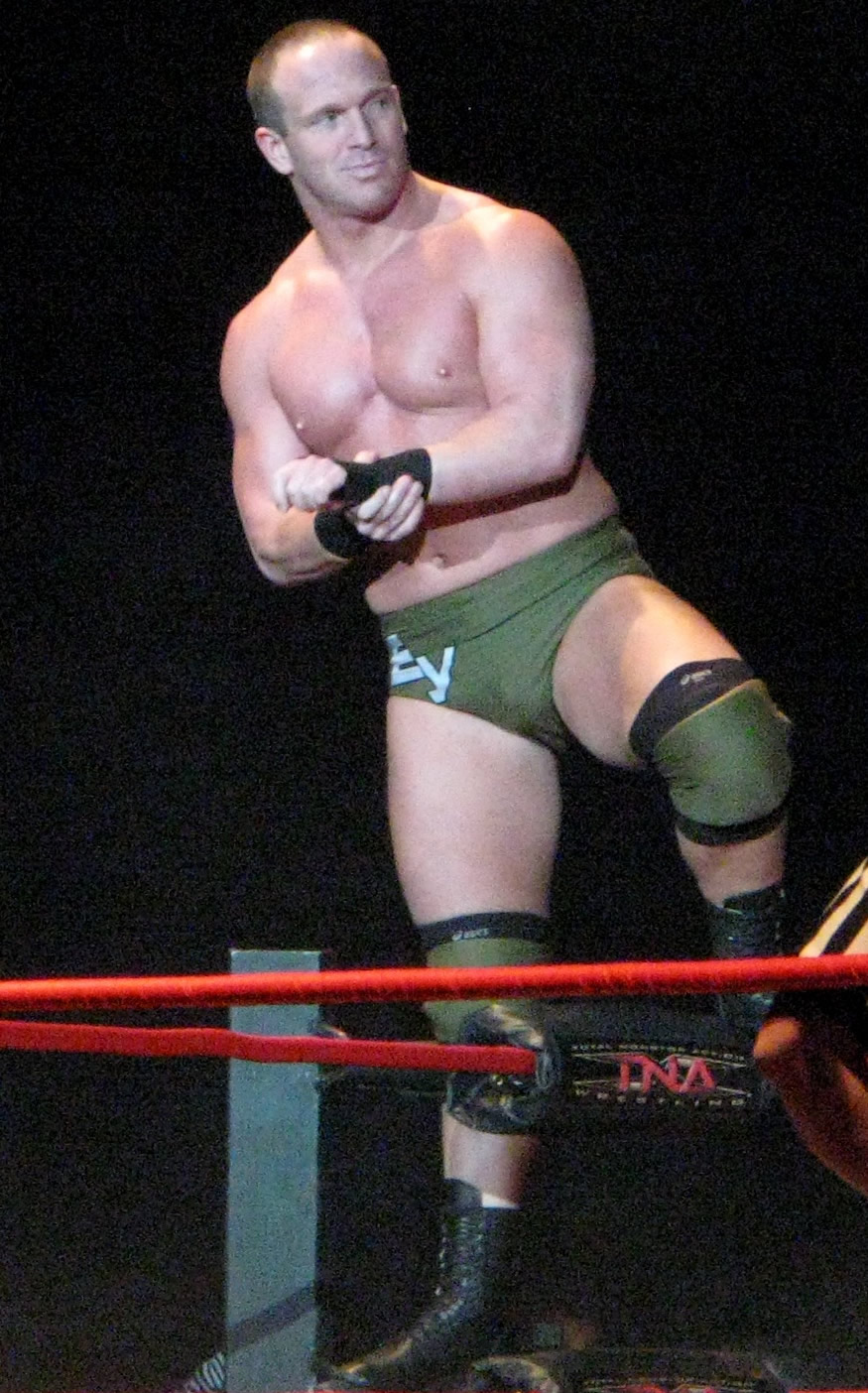
Young w 2010.

11 lutego podczas edycji Impact! Young zaczął okazywać cechy protagonisty po tym, jak przeciwko niemu i Nashowi odwrócili się członkowie The Band Scott Hall i Syxx-Pac. W kolejnym tygodniu Nash i Young pobili się z Hallem i Syxx-Pacem, zaś 8 marca na Impact! Young pokonał Syxx-Paca w singlowej walce. Podczas gali Destination X Young i Nash zawalczyli z Hallem i Syxx-Pacem, lecz pod koniec walki Nash odwrócił się od swojego partnera i pomógł przeciwnikom odnieść zwycięstwo dające kontrakt z federacją. 29 marca Nash zaoferował Youngowi miejsce w The Band twierdząc, że wydarzenia z Destination X było sprawą biznesową, a nie personalną. Young odrzucił ofertę i w walce wieczoru tygodniówki Impact! wraz z Robem Van Damem i Jeffem Hardym pokonał The Band w six-man tag team steel cage matchu. Podczas gali Lockdown Nash pokonał Younga w steel cage matchu. 3 maja Young ponownie stał się antagonistą i atakując Team 3D przyłączył się do The Band. W przyszłym tygodniu Nash wykorzystał kontrakt „Feast or Fired” i wraz z Hallem pokonał Matta Morgana o TNA World Tag Team Championship. Nash wybrał Younga trzecim mistrzem wykorzystując regułę Freebird Rule. 14 czerwca podczas nagrań edycji Impact! The Band zostało pozbawione tytułów tag team z powodu prawnych problemów Halla, zaś dobę później został on zwolniony z TNA. 24 czerwca Young i Nash zdecydowali się rozejść.
12 lipca 2010 podczas nagrań tygodniówki Xplosion Young powrócił do singlowych występów przegrywając z Suicidem. Pod koniec walki podczas wykonywania ruchy uderzył się w głowę, wskutek czego 29 lipca podczas edycji Impact! powrócił jako protagonista w komediowej roli; w drużynie z Orlando Jordanem spowodował porażkę z Ink Inc. (Jessem Nealem i Shannonem Moore’em). W przyszłym tygodniu akcje Younga spowodowały porażkę Jordana z D’Angelo Dinero. Mimo tego Young i Jordan współpracowali ze sobą przez kolejne miesiące. 7 października podczas odcinka Impact! pokonali Ink Inc., kiedy to Jordan wykonał cios w krocze. Po walce Young poprosił o odwrócenie wyniki i zaoferował rewanż podczas gali Bound for Glory, którą ponownie Young i Jordan przegrali. 9 listopada zakończył się kontrakt Fritza z federacją, lecz trzy dni później podpisał kolejny. 16 grudnia Young i Jordan pokonali Generation Me (Jeremy’ego i Maxa Bucka) w tag team matchu. Przed walką Young pojawił się ze starym pasem TNA World Heavyweight Championship wyrzuconym wcześniej przez grupę Immortal. Przez kolejne tygodnie Young podążał z nim do ringu i twierdził, że jest światowym mistrzem. 17 kwietnia podczas gali Lockdown Young i Jordan wzięli udział w four-way tag team steel cage matchu o miano pretendentów do TNA World Tag Team Championship, które zdobyło Ink Inc.
12 maja podczas odcinka Impact! Young wziął udział w battle royalu o miano pretendenta. Po wyeliminowaniu TNA Television Championa Gunnera Young wyszedł z ringu z pasem Gunnera. 26 maja podczas tygodniówki Impact Wrestling Young przyznał, że pomyłkowo zabrał mu tytuł i zgodził się na bezproblemowe przypięcie w ringu. Ostatecznie Young go oszukał i wykorzystał okazję przypinając Gunnera, wskutek czego legalnie zdobył TNA Television Championship (wcześniej znany jako TNA Legends i TNA Global Championship) drugi raz w karierze. 10 lipca podczas gali Destination X Young wraz z powracającym Shark Boyem pokonał Generation Me. Jako nowy Television Champion Young zadeklarował, że tytuł powinien być broniony tylko przeciwko gwiazdom telewizyjnym, przez co wyzwał do walki gwiazdę American Gladiators Matta Morgana i „bronił” tytuł przeciwko producentowi TNA i byłej gwieździe Cudownych lat Jasonowi Herveyemu. W celu urozmaicenia scenariusza wyruszył na kilka tygodni do Hollywood w poszukiwaniu Scotta Baio. Wycieczka zakończyła się komicznym segmentem podczas tygodniówki Impact Wrestling z 25 sierpnia, kiedy to Young przypiął Baio uważając, że obronił Television Championship. Young powrócił do ringu 8 września i obronił tytuł w walce z Robbiem E. 27 października po kolejnej obronie w walce z Robbiem E został zaatakowany przez niego i jego ochroniarza Roba Terry’ego. Young obiecał, że w zemście sprowadzi Ronniego z telewizyjnego show Ekipa z New Jersey. 3 listopada Young i Ronnie zostali zaatakowani przez Robbiego E i Roba Terry’ego, co doprowadziło do drużynowej walki w przyszłym tygodniu, którą wygrali Young i Ronnie. 13 listopada podczas gali Turning Point utracił Television Championship na rzecz Robbiego E, tym samym zakończyło się jego 180-dniowe panowanie, które było najdłuższym w historii. 11 grudnia na gali Final Resolution przegrał z Robbiem E w rewanżu.

#### Współpraca z ODB (2011–2013)
22 grudnia podczas odcinka Impact Wrestling Young wraz z ODB wzięli udział w turnieju Wild Card Tournament, gdzie przeszli do półfinału pokonując Shannona Moore’a i Anarquię. W kolejnym tygodniu odpadli z turnieju przegrywając z Magnusem i Samoa Joe. Po turnieju kontynuowali współpracę i rywalizowali z Angeliną Love i Winter, których pokonali 26 stycznia 2012 podczas edycji Impact Wrestling. 8 marca Young i ODB pokonali Gail Kim i Madison Rayne zdobywając TNA Knockouts Tag Team Championship, dzięki czemu Young stał się jedynym męskim wrestlerem posiadającym ten tytuł, a także jedynym wrestlerem z pracowników TNA posiadających w dorobku wszystkie tytuły tag team: NWA World Tag, TNA World Tag i Knockouts Tag Team Championship. Po walce, wedle scenariusza, ODB akceptowała oświadczyny Younga.
Young i ODB obronili tytuły dwa tygodnie później pokonując Mexican America (Rositę i Saritę). Ślub Younga i ODB odbyły się 12 kwietnia podczas odcinka Impact Wrestling. Trzy dni później podczas gali Lockdown Young i ODB pokonali Rositę i Saritę w steel cage matchu broniąc tytułów. 13 maja podczas gali Sacrifice Young został pokonany przez Crimsona w singlowej walce. Young wziął przerwę od występów by poprowadzić program na kanale Animal Planet; podczas przerwy on i ODB stali się najdłuższymi posiadaczami Knockouts Tag Team Championship (141 dni). Powrócił 30 sierpnia podczas tygodniówki Impact Wrestling po walce ODB z Madison Rayne. Do ringu powrócił 11 listopada podczas gali Turning Point, gdzie wspólnie z ODB pokonali Tarę i Jessego; następnego dnia przegrał z Jessem w singlowym meczu. Podczas gali TNA Turkey Bowl przypiął Jessego i wymusił na nim założenie stroju indyka w związku z motywem święta dziękczynienia, lecz po walce on i ODB zostali zaatakowani przez grupę Aces & Eights. Z powodu odniesienia kontuzji, Young powrócił 28 lutego 2013 i został wybrany ostatnim członkiem drużyny Stinga podczas Lethal Lockdown matchu. 10 marca na gali Lockdown drużyna TNA (Young, James Storm, Magnus, Samoa Joe i Sting) pokonali Aces & Eights (Devona, DOC-a, Garetta Bischoffa, Knuxa i Mr. Andersona w Lethal Lockdown matchu, gdzie zwycięstwo swojej drużynie dał Young przypinający Knuxa.
20 czerwca podczas tygodniówki Impact Wrestling Brooke Hogan odebrała Youngowi i ODB tytuły Knockouts Tag Team Championship, tym samym kończąc ich panowanie w rekordowych 478 dniach. Tydzień później tytuły zdezaktywowano.

#### TNA World Heavyweight Champion (2013–2014)

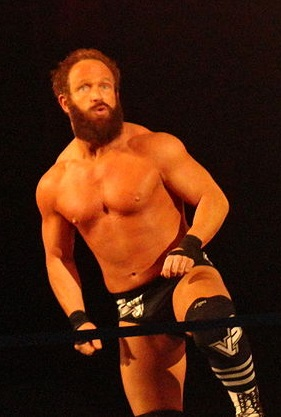
Young w styczniu 2014.

19 września podczas tygodniówki Impact Wrestling Young powrócił do solowych występów i pokonał Robbiego E. Tego samego miesiąca rozpoczął jednak współpracę z Josephem Parkiem, alter-ego Abyssa. Tydzień później on, ODB i Park pokonali The BroMans (Jessiego Godderza i Robiego E) i Gail Kim w six-person mixed tag team matchu. Podczas pre-show gali Bound for Glory, Eric Young i Joseph Park zostali wyeliminowani przez The BroMans w tag-team gauntlet matchu o miano pretendentów do TNA World Tag Team Championship. Tej samej nocy Young został zaatakowany przez drużynę Bad Influence, lecz na pomoc przybył Abyss. 12 grudnia Park i Young pokonali Bad Influence, zaś po walce Young powiedział Parkowi, że wie, iż jest on Abyssem. 26 grudnia Young wyznaczył Monster's Ball match pomiędzy Bad Influence i Parkiem, który wygrał Park wykazujący cechy charakterystyczne dla Abyssa. 6 lutego 2014 Abyss przegrał z Youngiem w Monster's Ball matchu. Po walce Young zdjął maskę Abyssa i ukazał, że Park i Abyss to jedna osoba, po czym został przez niego zaatakowany.
10 kwietnia 2014 podczas tygodniówki Impact Wrestling po wygranej battle royalu o miano pretendenta do tytułu TNA World Heavyweight Championship, Young pokonał Magnusa i odebrał mu tytuł po raz pierwszy w karierze. Dzięki wygranej Young stał się siódmym zwycięzcą Triple Crown Championship i czwartym Grand Slam Championship w TNA. W kolejnym tygodniu zdołał obronić tytuł w Monster's Ball matchu z Abyssem. Podczas gali Sacrifice Young pokonał Magnusa w rewanżu, a także podczas kolejnego odcinka Impact Wrestling pokonał Bobby’ego Roode’a. 8 maja Young i Roode zgodzili się na rewanż, lecz dyrektor operacyjny MVP odrzucił walkę i obiecał Youngowi, że ogłosi jego rywala podczas czerwcowej gali Slammiversary. MVP ogłosił siebie przeciwnikiem Younga i zaatakował go. 15 maja Young wyzwał do walki MVP’ego, lecz ten został zdyskwalifikowany kiedy to Kenny King zaatakował Younga. Na jego pomoc przyszedł Bobby Lashley, lecz również przyłączył się do ataku na mistrzu. 5 czerwca Young, Bully Ray, Austin Aries i Samoa Joe pokonali MVP’ego, Kenny’ego Kinga, Bobby’ego Lashleya i Ethana Cartera III w eight-man tag team First Blood matchu. Z powodu kontuzji MVP’ego ogłoszono trzyosobową walkę na Slammiversary, gdzie Young pokonał Lashleya i Austina Ariesa broniąc mistrzostwa. 19 czerwca podczas tygodniówki Impact Wrestling Young stracił TNA World Heavyweight Championship na rzecz Lashleya, zaś 3 lipca przegrał z nim w rewanżu.

#### Różne rywalizacje i odejście (2015–2016)
7 stycznia 2015 podczas tygodniówki Impact Wrestling Young stał się antagonistą, kiedy to chciał uratować Bobby’ego Roode’a od ataku ze strony MVP'go, Kinga, Low Kiego i Samoa Joe, jednak zdecydował się zaatakować Roode’a krzesełkiem. 16 stycznia Young pokonał Roode’a dzięki pomocy grupy The Beat Down Clan i asystował w ataku na World Heavyweight Championie Lashleyu, który odrzucił propozycję dołączenia do grupy. Young i Roode zawalczyli w kilku walkach, między innymi w steel cage matchu na gali Lockdown i w Last Man Standing matchu, które obydwa wygrał Roode. W submission matchu wieńczącym rywalizację Young pokonał Roode’a. Young skonfrontował się z Kurtem Anglem twierdząc, że jest pretendentem do jego tytułu, po czym wykonał piledriver na Austinie Ariesie, który w międzyczasie zdobył kontrakt „Feast or Fired” na tytuł TNA World Heavyweight Championship. Young pokonał Angle’a w non-title stretcher matchu, lecz 8 maja przegrał z Anglem o mistrzostwo. Podczas gali Slammiversary wziął udział w King of the Mountain matchu o TNA King of the Mountain Championship, lecz Jeff Jarrett pokonał niego, Matta Hardy’ego, Drewa Gallowaya i Bobby’ego Roode’a. 15 lipca Young wziął udział w battle royalu o miano pretendenta do światowego tytułu, lecz walki nie wygrał.
Podczas gali Bound for Glory Young zawalczył z powracającym Kurtem Anglem, lecz przegrał w No Disqualification matchu. W październiku i listopadzie brał udział w TNA World Title Series, gdzie wygrał w swoim „bloku” remisując z Roodem, po czym dotarł do półfinałów wygrywając z Kennym Kingiem i Tigre Uno, lecz 5 stycznia przegrał z Mattem Hardym. 12 stycznia podczas odcinka Impact Wrestling Young pokonał Roode’a i wygrał TNA King of the Mountain Championship (poprzedni Legends, Global i Television Championship) trzeci raz w karierze. Tydzień później uformował sojusz z Bramem i zaatakował Jeffa Hardy’ego. Young i Bram zostali pokonani przez Beer Money, Inc. podczas gali TNA One Night Only i Lockdown. Hardy pokonał Younga 15 marca podczas edycji Impact Wrestling o miano pretendenta do TNA World Heavyweight Championship; ponownie poniósł porażkę z Hardym 4 kwietnia w Six Sides of Steel matchu. 12 kwietnia Young i Bram zostali pokonani przez Beer Money w walce o TNA World Tag Team Championship, gdzie podczas walki Bram niechcący uderzył swojego partnera. 17 kwietnia podczas emitowanego odcinka Impact Wrestling Young zadeklarował, że opuści TNA z tytułem King of the Mountain, lecz Bram mu odmówił i zaatakował go. Podczas gali Sacrifice utracił tytuł na rzecz Brama w Falls Count Anywhere matchu.
19 marca 2016 TNA ogłosiło zakończenie kontraktu z Erikiem Youngiem.

### Global Force Wrestling (2015)
7 lipca 2015 zostało ogłoszone, że Young będzie częścią federacji Global Force Wrestling (GFW). Zaatakował Jeffa Jarretta i ukradł mu jego King of the Mountain Championship. 11 lipca został pokonany przez Johnny’ego Gargano, po czym Jarrett zabrał mu tytuł. Mimo to przywitał Younga w GFW, kiedy to odwrócił się od członków federacji TNA.

### WWE

#### NXT (od 2016)
Pomimo braku podpisania kontraktu, Young pojawił się w WWE 4 maja 2016 podczas odcinka tygodniówki NXT i skonfrontował się z nowym posiadaczem NXT Championship Samoa Joe. Mimo tego przegrał z mistrzem podczas walki wieczoru tygodniówki.
12 października podczas odcinka NXT Young powrócił oficjalnie debiutując w rozwojowym brandzie wraz z Alexandrem Wolfem, Sawyerem Fultonem i Nikki Cross jako antagonistyczne ugrupowanie Sanity. 2 listopada Sanity przegrało z TM-61 w trzeciej rundzie turnieju Dusty Rhodes Tag Team Classic, zaś 23 listopada cała grupa zaatakowała Richa Swanna i Konę Reevesa podczas ich walki. 7 grudnia podczas tygodniówki NXT Young i Wolfe pokonali No Way Josego i Richa Swanna, zaś tydzień później Young został pokonany przez Tye'a Dillingera przez dyskwalifikację. 18 stycznia 2017 Young zaoferował Dillingerowi miejsce w Sanity, jednakże ten odrzucił propozycję i został zaatakowany przez debiutującego Killiana Daina, który przyłączył się do grupy na miejsce wyrzuconego Fultona. Podczas gali NXT TakeOver: San Antonio Young pokonał Dillingera w singlowej walce, zaś 8 lutego podczas edycji NXT Sanity pokonało Dillingera, No Way Josego i Rodericka Stronga w six-man tag team matchu. Po podobnej walce z 22 marca, Sanity zostało zaatakowane przez debiutującą Ruby Riot. Ostatecznie doszło do ośmioosobowej walki, w której Sanity pokonało Dillingera, Stronga, Riot i Kassiusa Ohno (zastępującego No Way Jose). 19 kwietnia Young przegrał z Dillingerem w steel cage matchu. Z powodu ataku Sanity na Stronga podczas edycji NXT z 10 maja, na gali NXT TakeOver: Chicago Young przegrał ze Strongiem.
Young powrócił 9 sierpnia i wspólnie z Sanity zaatakował The Authors of Pain. Oryginalnie Wolfe i Dain mieli zmierzyć się z nimi o NXT Tag Team Championship podczas gali NXT TakeOver: Brooklyn III, lecz Young zastąpił Daina i wspólnie z Wolfem zdobył tytuły tag team. 27 września podczas tygodniówki NXT przegrał z debiutującym Adamem Colem. Walka Sanity z The Undisputed Era (Colem, Bobbym Fishem i Kyle’em O’Reillym) z 18 października zakończyła się bez rezultatu po interwencji The Authors of Pain. Wskutek rywalizacji trzech drużyn, generalny menedżer brandu NXT William Regal ogłosił walkę wieczoru podczas gali NXT TakeOver: WarGames, którym był WarGames match; pojedynek wygrało The Undisputed Era.

## Inne media
Postać Younga po raz pierwszy przedstawiono w grze TNA IMPACT!, zaś w WWE zadebiutował w grze WWE 2K18.
Fritz był prowadzącym swojego programu telewizyjnego Off the Hook: Extreme Catches emitowanego na kanale Animal Planet. Poprowadził dwa sezony programu. 26 kwietnia 2014 Fritz ogłosił, że poprowadzi program No Limits w dniu 30 maja na tym samym kanale. Wyprodukowano jeden sezon show.

## Styl walki
- Finishery

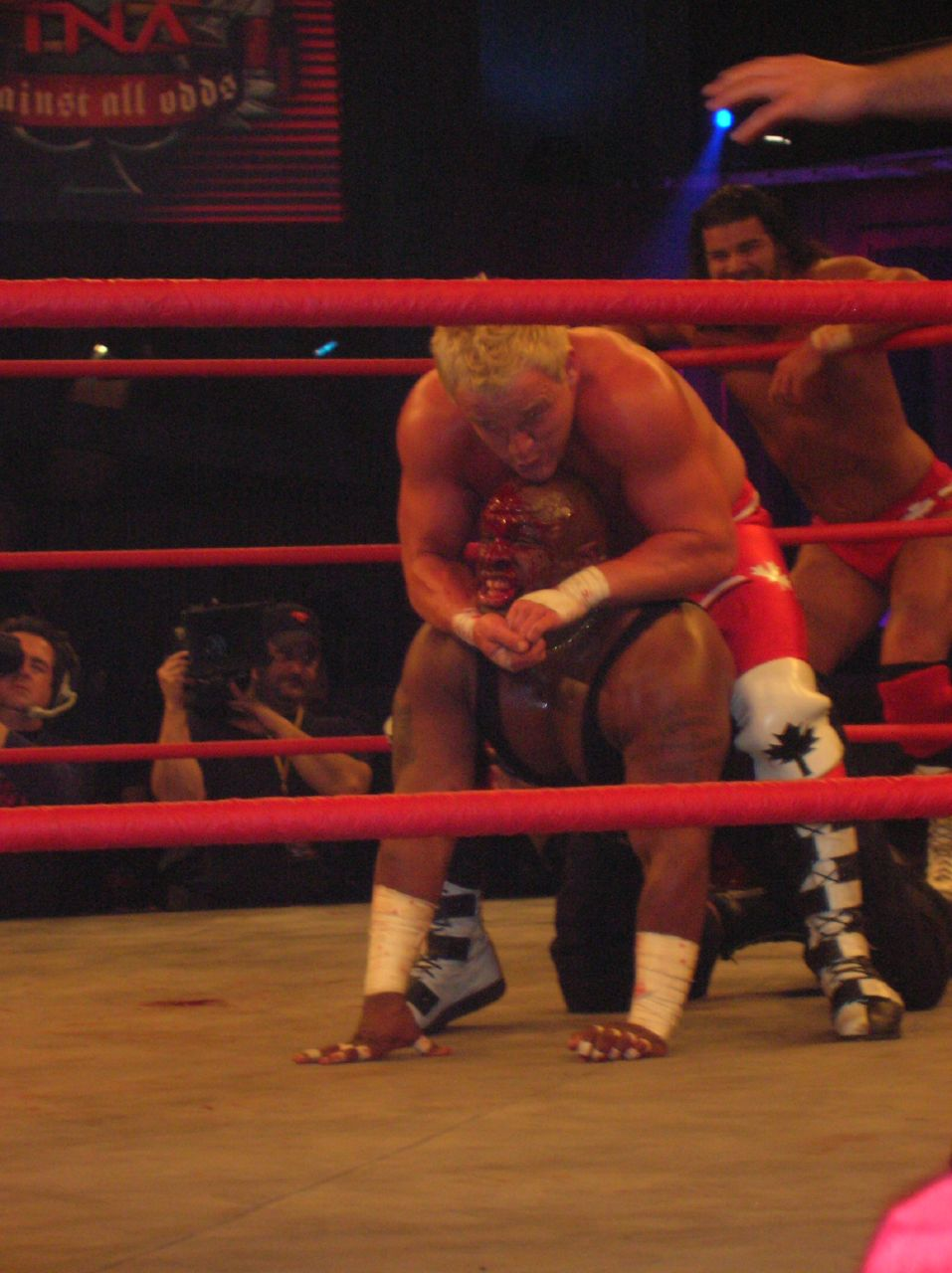
Young wykonujący camel clutch na Brother Devonie.

  - Bridging Northern Lights suplex[8] – 2008; później używany jako zwykły ruch
  - Death Valley driver[1][96] – 2008–2009
  - Diving elbow drop[1][97] – od 2014; od 2003 do 2013 używany jako zwykły ruch
  - Figure-four leglock – 2015–2016
  - Spike piledriver[97][98] – 2009–2016
  - Showstopper[1] (Bridging wheelbarrow suplex)[99] – 2003–2004, 2011
  - The Edge Of Sanity/Youngblood[1] (Wheelbarrow z dodaniem elevated neckbreaker slamu)[1] – 2003–2004; od 2016 (NXT)
- Inne ruchy
  - Backbreaker[1]
  - Belly to belly suplex[97]
  - Elevated dragon sleeper w przeciwnika podczas siedzenia na narożniku ringu
  - Front missile dropkick[100]
  - Moonsault[97][101]
  - Superkick[1]
- Menedżerowie
  - Scott D’Amore[1]
  - Melina[102]
  - ODB[75]
- Menedżerowane osoby
  - Sanity (Nikki Cross, Killian Dain, Alexander Wolfe i Sawyer Fulton)[103]
- Przydomki
  - „EY”[1]
  - „The Director”[1]
  - „Showtime”[104]
  - „The Big Game Hunter”[1]
  - „The Bearded Terror”
  - „The World Class Maniac”
- Motywy muzyczne
  - „Oh, Canada” ~ Dale Oliver (TNA; 5 maja 2004 – 13 lipca 2006; używany podczas członkostwa w Team Canada)
  - „Superhero” ~ Dale Oliver (TNA; 9 marca 2008 – 2 listopada 2008)
  - „Wolfpac Theme” (Instrumental) ~ Jimmy Hart i Howard Helm (TNA; 3 maja 2010 – 24 czerwca 2010; używany podczas członkostwa w grupie The Band)
  - „T.N.T.” ~ AC/DC (TNA; 18 czerwca 2011)[105]
  - „Vintage” ~ Dale Oliver[106] (TNA)
  - „Blood & Fire” ~ Dale Oliver[107] (TNA; 16 stycznia 2015 – 19 marca 2016 / GFW; 7 lipca 2015 – 16 września 2015)
  - „New Heights” ~ CFO$ (NXT; 4 maja 2016)
  - „Controlled Chaos” ~ CFO$[108] (NXT; od 12 października 2016; używany podczas członkostwa w grupie Sanity)

## Mistrzostwa i osiągnięcia
- American Combat Wrestling

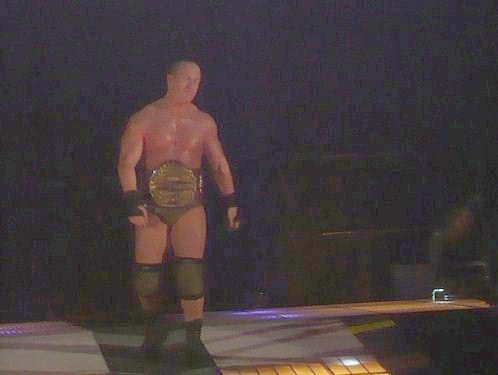
Young jako TNA Television Champion.

  - ACW Heavyweight Championship (1 raz)[1]
- Allied Powers Wrestling Federation
  - APWF Cruiserweight Championship (1 raz)[109]
- Family Wrestling Entertainment
  - FWE Heavyweight Championship (1 raz)[102]
- Fighting Spirit Pro Wrestling
  - FSPW Independent Championship (2 razy)[1]
- IWF
  - IWF Heavyweight Championship (1 raz)[1]
- Memphis Wrestling
  - Memphis Southern Tag Team Championship (1 raz) – z Johnnym Devinem[1]
- Neo Spirit Pro
  - NSP Independent Championship (1 raz)[1]
- Pro Wrestling Illustrated
  - PWI umieściło go na 19. miejscu w top 500 wrestlerów rankingu PWI 500 w 2014[110]
- Total Nonstop Action Wrestling/Impact World Championship
  - TNA World Heavyweight Championship/Impact World Championship (2 razy)
  - TNA Legends/Global/Television/King of the Mountain Championship (3 razy)[109]
  - TNA X Division Championship (1 raz)[1]
  - TNA World Beer Drinking Championship (1 raz)[1]
  - TNA World Tag Team Championship (2 razy) – z Kazem (1), Kevinem Nashem i Scottem Hallem (1)[1][37][38]
  - TNA Knockouts Tag Team Championship (1 raz) – z ODB[71]
  - NWA World Tag Team Championship (2 razy) – z Bobbym Roodem[1][109]
  - TNA Turkey Bowl (2011, 2012)[80]
  - TNA World Cup of Wrestling (2014) – z Bullym Rayem, Gunnerem, Eddiem Edwardsem i ODB
  - King of the Mountain (2016)
  - Siódmy TNA Triple Crown Champion
  - Czwarty TNA Grand Slam Champion
  - Najbardziej inspirujący (2006)[111]
- Wrestling Observer Newsletter
  - Najgorsza walka roku (2006) TNA Reverse Battle Royal
- WWE NXT
  - NXT Tag Team Championship (1 raz, obecnie) – z Alexandrem Wolfem i Killianem Dainem[1]
- Xtreme Wrestling Coalition
  - XWC World Heavyweight Championship (1 raz)[1]